# Fusil Lorenz

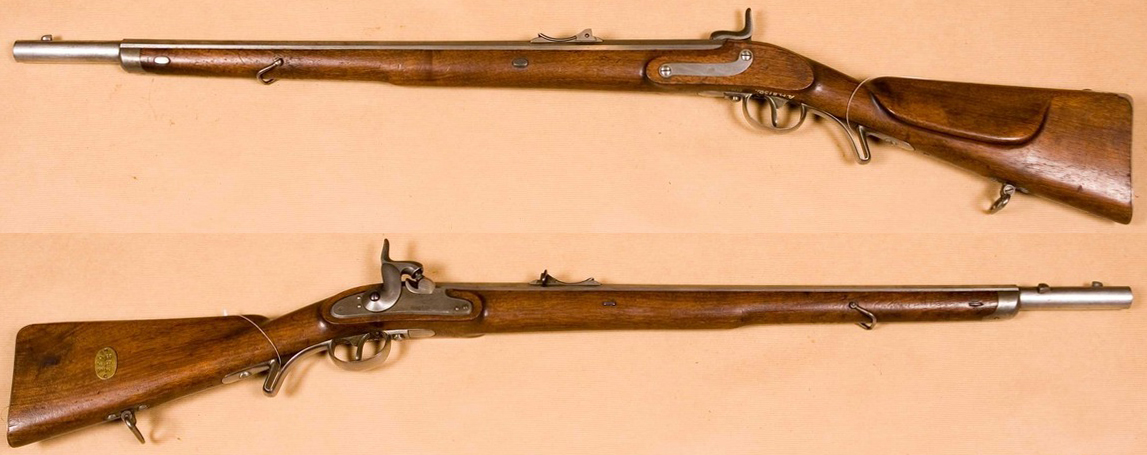
Fusil Lorenz modèle 1854

Le fusil Lorenz est un mousquet autrichien utilisé au milieu du XIXe siècle.
Il est utilisé pendant la Campagne d'Italie de 1859 et la guerre austro-prussienne de 1866 et, également, la guerre de Sécession.